# Стюарт, Джеймс, 1-й лорд Дун
Джеймс Стюарт (англ. James Stewart; 1529 — 20 июля 1590) — шотландский дворянин и землевладелец, 1-й лорд Дун с 1581 года.

## Биография

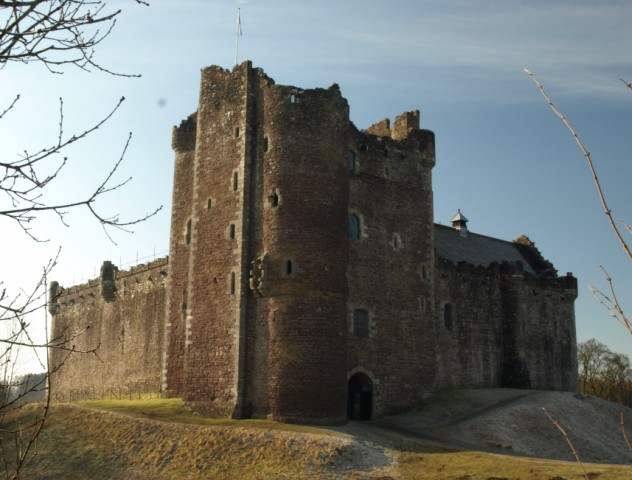
Замок Дун

Джеймс Стюарт был сыном сэра Джеймса Стюарта из Бейта (ум. 1547), констебля замка Дун, который был третьим сыном Эндрю Стюарта, 1-го лорда Эйвондейла (ум. 1513), и Маргарет Линдсей, дочери Джона Линдсея, 3-го лорда Линдсея из Байреса, вдовы Ричарда, лорда Иннермита.
Его отец был убит в Данблейне в 1547 году Эдмондстоуном из Дантрита и его сторонниками в ссоре из-за должности управляющего Ментейта. Регентша Шотландии Мария де Гиз написала из замка Стерлинг его матери леди Иннермит, советуя набраться терпения и предлагая поддержку.
Джеймс Стюарт был констеблем замка Дун и комендантом аббатства Инчколм. В современных письмах его часто называли «Сен-Колм». Когда лорд Дарнли был сделан лордом Ардманоха и графом Росса в замке Стерлинг 15 мая 1565 года, Джеймс Стюарт был одним из 15 мужчин, которые были сделаны рыцарями. Ему был пожалован титул 1-го лорда Дуна 24 ноября 1581 года.
В 1560 году он был одним из лордов статей в шотландском реформаторском парламенте. В августе 1561 года он был во Франции и написал лорду Джеймсу, единокровному брату королевы, что Мария, королева Шотландии, твердо намерена вернуться в Шотландию. Она сказала ему, чтобы он дал понять, что не будет принимать предложения от шотландских лордов за их лояльность. 16 августа он принёс письма Марии королеве Елизавете в Хевенингем, графство Саффолк, где извинился за то, что она не ратифицировала Эдинбургский договор, и подтвердил, что Мария возвращается в Шотландию. Он вернулся в Шотландию через 4 дня после прибытия Марии с её документом о безопасности, полученным от Елизаветы Тюдор.
В ноябре 1561 года он был отправлен во Францию и за шесть дней отправился по Великой Северной дороге в Лондон. Находясь в Лондоне, он несколько раз плавал на пароме по Темзе, что стоило 6 шиллингов 4 пенса. Затем он отправился в Дувр, чтобы сесть на корабль во Францию. По возвращении в Англию в январе 1562 года Елизавета дала ему письмо для Марии, королевы Шотландии, в котором она извинилась за то, что не прислала свой портрет из-за болезни художника. Мария Стюарт, королева Шотландии, сказала английскому послу Томасу Рэндольфу, что пошлëт Елизавете кольцо с бриллиантом, сделанным в форме сердца посланником, который привёз портрет.
Он женился на Маргарет Кэмпбелл (ум. 1592), сестре Арчибальда Кэмпбелла, 5-го графа Аргайлла в замке Кэмпбелл 10 января 1563 года. Был устроен маскарад с участием придворных и музыкантов, одетых в белую тафту, как пастухов. Однако Мария Стюарт, королева Шотландии, и её единокровный брат Джеймс Стюарт, 1-й граф Морей, заболели.
Его сестра Элизабет вышла замуж за Роберта Крайтона из Клуни. В 1568 году  королева Мария написала Святому Колму из замка Болтон, прося его писать чаще, шифрованием, и прислать ей Крайтона. Его брат Арчибальд Стюарт женился на Хелен Ачесон, семье которой принадлежало убежище Ачесона недалеко от Престонгрэнджа.
В январе 1581 года его старший сын Джеймс Стюарт женился на Элизабет Стюарт, старшей дочери Джеймса Стюарта, 1-го графа Морея, регента Шотландии в 1567—1570 годах. Свадьбу отметили 31 января в Файфе турниром по бегу на ринг, в котором принял участие король Яков VI. Два дня спустя вечеринка прибыла в Лит, где водное зрелище завершилось театрализованным нападением на папский замок Сант-Анджело, построенный на лодках на воде Лита. Некоторые из родственников и друзей отца невесты считали, что сын лорда Дуна не имел достаточного статуса, чтобы жениться на ней.
В июне 1581 года шотландский король Яков VI наградил сэра Джеймса Стюарта  из Дуна за его расходы по содержанию бывшего регента Мортона в заключении, неуплаченной арендной платой и пошлинами за земли Абердура.
В апреле 1583 года английский дипломат Роберт Боуз подумал, что Яков VI нанял лорда Дуна, чтобы ускорить его отъезд из Шотландии. Лорд Дун пытался освободить иезуита Уильяма Холта из Эдинбургского замка, чтобы он мог отправиться во Францию. В мае 1583 года Эсме Стюарт, герцог Леннокс, написала ему из Парижа, прося позаботиться о его сыне Людовике и помочь ему вернуть свои прежние владения в Шотландии в его интересах.
Когда сэр Джеймс Бальфур, казалось, был прощëн за убийство лорда Дарнли в феврале 1584 года, лорд Дун запротестовал и сказал Якову VI: «Не дай бог, чтобы король так мало обращал внимания на убийство своего отца». Король ответил, что Дун простил убийство своего отца.
В 1587 году он захватил дома Карнок и Бэннокберн, а также особняк в Стерлинге, принадлежавший Роберту Драммонду из Карнока, которые были конфискованы из-за неудавшейся сделки с недвижимостью.
Он умер в 1590 году. Его титул унаследовал его старший сын, Джеймс Стюарт, 2-й лорд Дун и будущий 2-й граф Морей (jure uxoris).
Говорили, что его вдова, Маргарет Кэмпбелл, леди Дун, умерла в апреле 1592 года от горя из-за того, что ей не разрешили похоронить своего сына, убитого графа Морей, в Эдинбурге. Она оставила записку с просьбой к королю принять меры против его убийц.

## Семья
В число детей Джеймса Стюарта и Маргарет Кэмпбелл входили:
- Джеймс Стюарт (умер в 1592), 2-й лорд Дун с 1590 года, 2-й граф Морей, женился на Элизабет Стюарт, 2-й графине Морей, и стал предметом популярной баллады «Красавчик граф Морей».
- Генри или Гарри Стюарт, позже лорд Сент-Колм, и наставник Джеймса Стюарта, 3-го графа Морея.
- Арчибальд Стюарт
- Джон Стюарт, (ум. декабрь 1609)
- Александр Стюарт
- Мэри Стюарт, вышла замуж за сэра Джона Уэмисса из Уэмисса (ум. 1622) в 1581 году[17]. Их старшим сыном был Джон Уэмисс, 1-й граф Уэмисс.
- Маргарет Стюарт, которая была помолвлена с Джоном Стюартом, мастером Оркнейских островов, но умерла около 1599 года.
- Джин Стюарт (умерла 1 июля 1622 года), фрейлина Анны Датской, которая вышла замуж в 1596 году за Саймона Фрейзера, 6-го лорда Ловата[18]. Он был сыном Хью Фрейзера, 5-го лорда Ловата, и Элизабет Стюарт, позже графини Арран.